# Apeadero Kilómetro 36
KM 36 era el nombre que recibía una estación de ferrocarril, actualmente abandonada y su terreno destruido por un asentamiento tomado por varias personas, ubicada en la localidad de Bosques, en el partido de Florencio Varela, provincia de Buenos Aires, Argentina.

## Servicios
Pertenecía al Ferrocarril Provincial de Buenos Aires como parada intermedia en el ramal entre Avellaneda y La Plata. No opera trenes de pasajeros desde 1977. Luego del cierre del ramal, mucha gente tomó terreno de ese lugar haciendo imposible poco a poco su posterior recuperación. En ese problema tomaron posesión del mismo apeadero y lo mal usaron desapareciendo la estación original a mediados de los  90 y despojada a mediados del 2000 dando como resultado actos de vandalismo y robo de vías de tren. 
Aunque el ferrocarril no este circulando, la antigua traza se mantiene siendo pasillo de los asentamientos ilegales, en el cual existen rastros de que hace tiempo circuló el tren. Actualmente el espacio está siendo preservado por la Asociación Civil, Cultural, Social y Deportiva del Ferrocarril Provincial de Buenos Aires para una futura circulación de zorras propias de la misma Asociación y reponer los tramos faltantes de vías.